# Los Angeles Film Critics Association Awards 2019
La 45ª edizione dei Los Angeles Film Critics Association Awards si è tenuta l'8 dicembre 2019.

## Premi
Miglior film
- Parasite (Gisaenchung), regia di Bong Joon-ho
  - 2º classificato: The Irishman, regia di Martin Scorsese

Miglior attore
- Antonio Banderas - Dolor y gloria
  - 2º classificato: Adam Driver - Storia di un matrimonio (Marriage Story)

Miglior attrice
- Mary Kay Place - Diane
  - 2º classificato: Lupita Nyong'o - Noi (Us)

Miglior regista
- Bong Joon-ho - Parasite (Gisaenchung)
  - 2º classificato: Martin Scorsese - The Irishman

Miglior attore non protagonista
- Song Kang-ho - Parasite (Gisaenchung)
  - 2º classificato: Joe Pesci - The Irishman, regia di Martin Scorsese

Miglior attrice non protagonista
- Jennifer Lopez - Le ragazze di Wall Street - Business Is Business (Hustlers)
  - 2º classificato: Zhao Shuzhen - The Farewell - Una bugia buona (The Farewell)

Miglior sceneggiatura
- Noah Baumbach - Storia di un matrimonio (Marriage Story)
  - 2º classificato: Bong Joon-ho e Han Jin-won - Parasite (Gisaenchung)

Miglior fotografia
- Claire Mathon - Ritratto della giovane in fiamme (Portrait de la jeune fille en feu) e Atlantique
  - 2º classificato: Roger Deakins - 1917

Miglior scenografia
- Barbara Ling - C'era una volta a... Hollywood (Once Upon a Time... in Hollywood)
  - 2º classificato: Lee Ha-jun - Parasite (Gisaenchung)

Miglior montaggio
- Todd Douglas Miller - Apollo 11
  - 2º classificato: Benny Safdie e Ronald Bronstein - Uncut Gems

Miglior colonna sonora
- Dan Levy - Dov'è il mio corpo? (J'ai perdu mon corps)
  - 2º classificato: Thomas Newman - 1917

Miglior film in lingua straniera
- Dolor y gloria, regia di Pedro Almodóvar ·  Spagna
  - 2º classificato: Ritratto della giovane in fiamme (Portrait de la jeune fille en feu), regia di Céline Sciamma ·  Francia

Miglior film d'animazione
- Dov'è il mio corpo? (J'ai perdu mon corps), regia di Jérémy Clapin
  - 2º classificato: Toy Story 4, regia di Josh Cooley

Miglior documentario
- Made in USA - Una fabbrica in Ohio (American Factory), regia di Steven Bognar e Julia Reichert
  - 2º classificato: Apollo 11, regia di Todd Douglas Miller

New Generation Award
- Joe Talbot, Jimmie Fails e Jonathan Majors - The Last Black Man in San Francisco

Miglior film sperimentale/indipendente
- Ja'Tovia Gary - The Giverny Document

Career Achievement Award
- Elaine May